# Ulaid

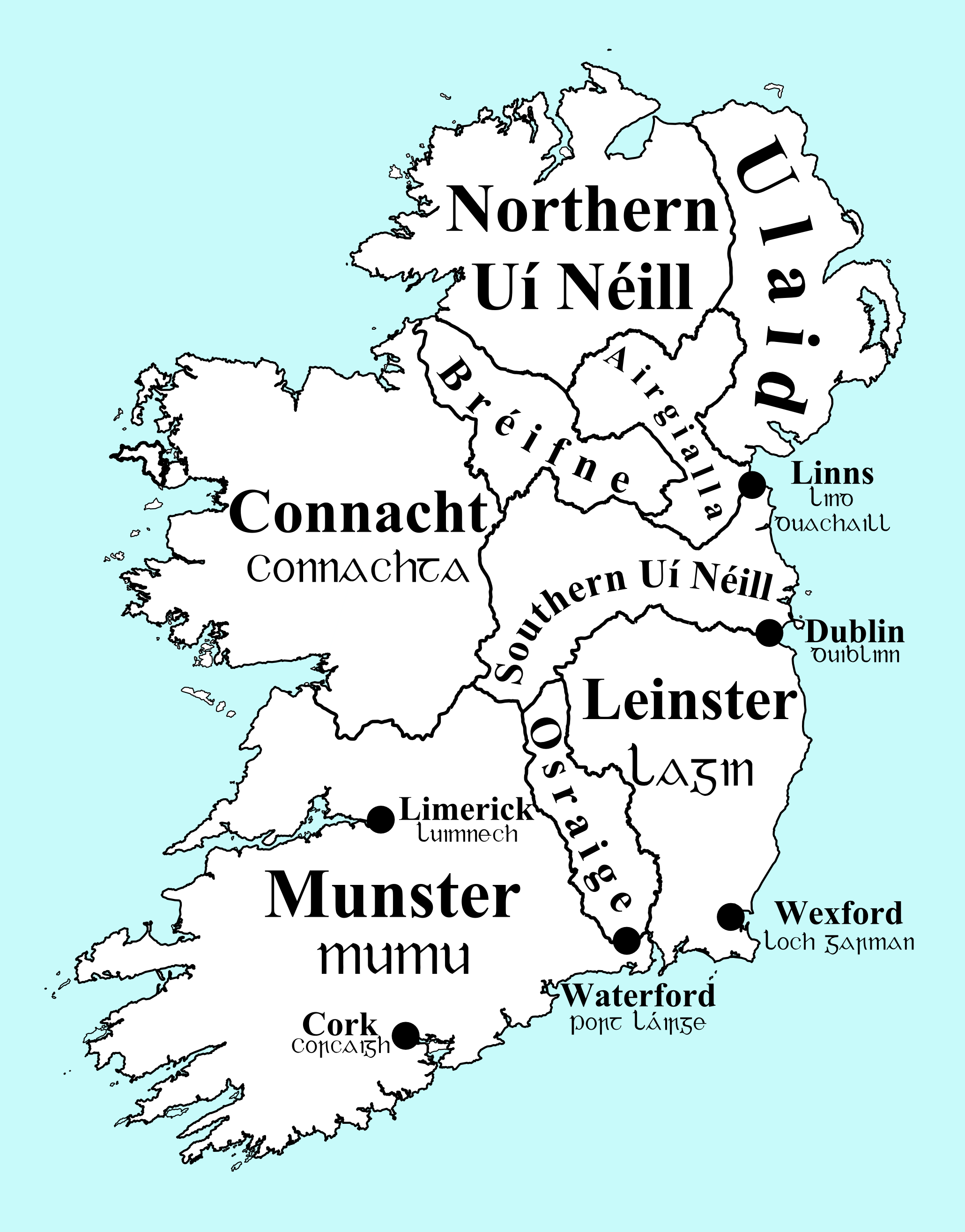
Ierland rond 900

De Ulaid waren een túath die rond het begin van de Christelijke jaartelling het noordoosten van Ierland beheerste. Dit gebied is naar hen Ulster genoemd (Modern-Iers: Cúige Uladh).
Hun regeringscentrum was in Emain Macha in het huidige County Armagh. Op het hoogtepunt van hun macht strekte hun invloed zich uit tot aan de Boyne, maar uiteindelijk werd hun positie overgenomen door de noordelijke Uí Néill.
De Ulstercyclus beschrijft de regeerperiode van de bekendste koning van de Ulaid, Conchobar mac Nessa en zijn kampioen Cú Chulainn.